# Rogerio Prateat
Rogerio Prateat, (Balneário Camboriú, 9 de março de 1973) é um ex-futebolista brasileiro, que atuava como zagueiro.

## Títulos
Avaí
- Campeonato Brasileiro de Futebol - Série C: 1998[1]